# Zach Wilson
Zachary Kapono Wilson (Draper, Utah, 3 de agosto de 1999), más conocido como Zach Wilson, es un jugador profesional estadounidense de fútbol americano que se desempeña en la posición de quarterback en Denver Broncos, equipo de la National Football League (NFL).

## Carrera
Fue seleccionado en la primera ronda en la Reunión Anual de Selección de Jugadores de la NFL de 2021. Hizo su debut profesional con el equipo New York Jets, donde jugó tres temporadas, en 2024 pasó a Denver Broncos.